# カール・フォン・リヒテンシュタイン (1803-1871)
カール・ボロメウス・ヨハン・ネポムク・アントン・フォン・ウント・ツー・リヒテンシュタイン（Karl Borromäus Johann Nepomuk Anton Prinz von und zu Liechtenstein, 1803年6月15日 - 1871年10月12日）は、ドイツ＝ボヘミア系の諸侯リヒテンシュタイン家の公子。リヒテンシュタイン侯ヨハン1世ヨーゼフの三男。1806年から1813年までの7年間、非常に幼かったにもかかわらず、ライン同盟傘下のリヒテンシュタイン公国の摂政とされていた。

## 生涯
ヨハン1世ヨーゼフとその妻のフュルステンベルク＝ヴァイトラ方伯夫人ヨーゼファの間の第6子、三男として生まれた。父はオーストリア軍の陸軍中将（Feldmarschalleutnant）であった。
1806年、リヒテンシュタインはフランス皇帝ナポレオン1世によりライン同盟諸邦に加えられたが、ヨハン1世は引き続き主家であるハプスブルク家に対する忠誠を守ろうとしており、わずか3歳の息子カールをライン同盟に組み込まれたリヒテンシュタイン公国の摂政に任命し、自らはその後見人として国を治める形をとった（このとき、長男で公世子のアロイス（2世）、次男のフランツはともに健在だった）。1813年にナポレオンが没落すると、ヨハン1世は息子の摂政を廃して執政に復帰した。
カールは長じてオーストリア軍の陸軍少佐（Oberstwachtmeister）となり、また1836年に信託財産としてノイレングバッハ（オーストリア領ニーダーエスターライヒ州ザンクト・ペルテン＝ラント郡）を相続した。1832年9月10日にグリュンネ伯爵夫人ロザーリエ（1805年 - 1841年）と結婚し、間に2男1女をもうけた。
ノイレングバッハの所領は長男ルドルフが継いだが、ルドルフは1882年に弟フィリップの一人息子カール（1862年 - 1893年）に所領を譲渡した。1893年にカールが独身のまま死去すると同時に、ノイレングバッハはリヒテンシュタイン公ヨハン2世の弟フランツ（後のフランツ1世）が相続した。

## 子女
- ルドルフ（1833年 - 1888年）
- フィリップ・カール・アレクサンダー（1837年 - 1901年）
- アルベルティーナ・ヨーゼファ・アントニア（1838年 - 1844年）